# 圣克鲁瓦 (塔恩省)
圣克鲁瓦（法語：Sainte-Croix，法語發音：[sɛ̃t kʁwa] ⓘ）是法国上法蘭西大區塔恩省的一个市镇，属于阿尔比区。

## 地理
圣克鲁瓦（43°58'19"N, 2°4'4"E）面积7.22 平方千米，位于法国奧克西塔尼大區塔恩省，该省份为法国南部内陆省份，北起顺时针与阿韦龙省、埃罗省、奥德省、上加龙省和塔恩-加龙省接壤。
与圣克鲁瓦接壤的市镇（或旧市镇、城区）包括：卡尼亚克莱米讷、卡斯泰尔诺-德莱维斯、马约克。

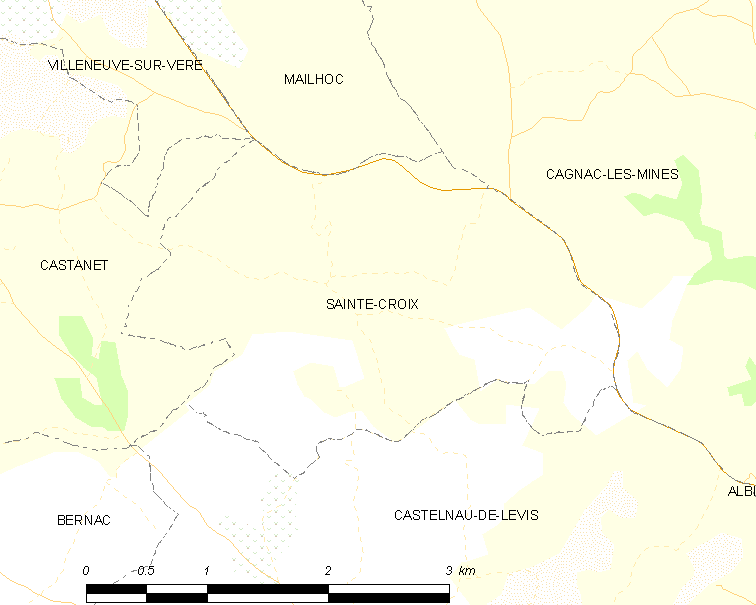
的OSM定位图

圣克鲁瓦的时区为UTC+01:00、UTC+02:00（夏令时）。

## 行政
圣克鲁瓦的邮政编码为81150，INSEE市镇编码为81326。

## 政治
圣克鲁瓦所属的省级选区为阿尔比第三县。

## 人口

1962-2008年间人口变化图示

圣克鲁瓦于2022年1月1日时的人口数量为423人。